# Malu (tatuaggio)

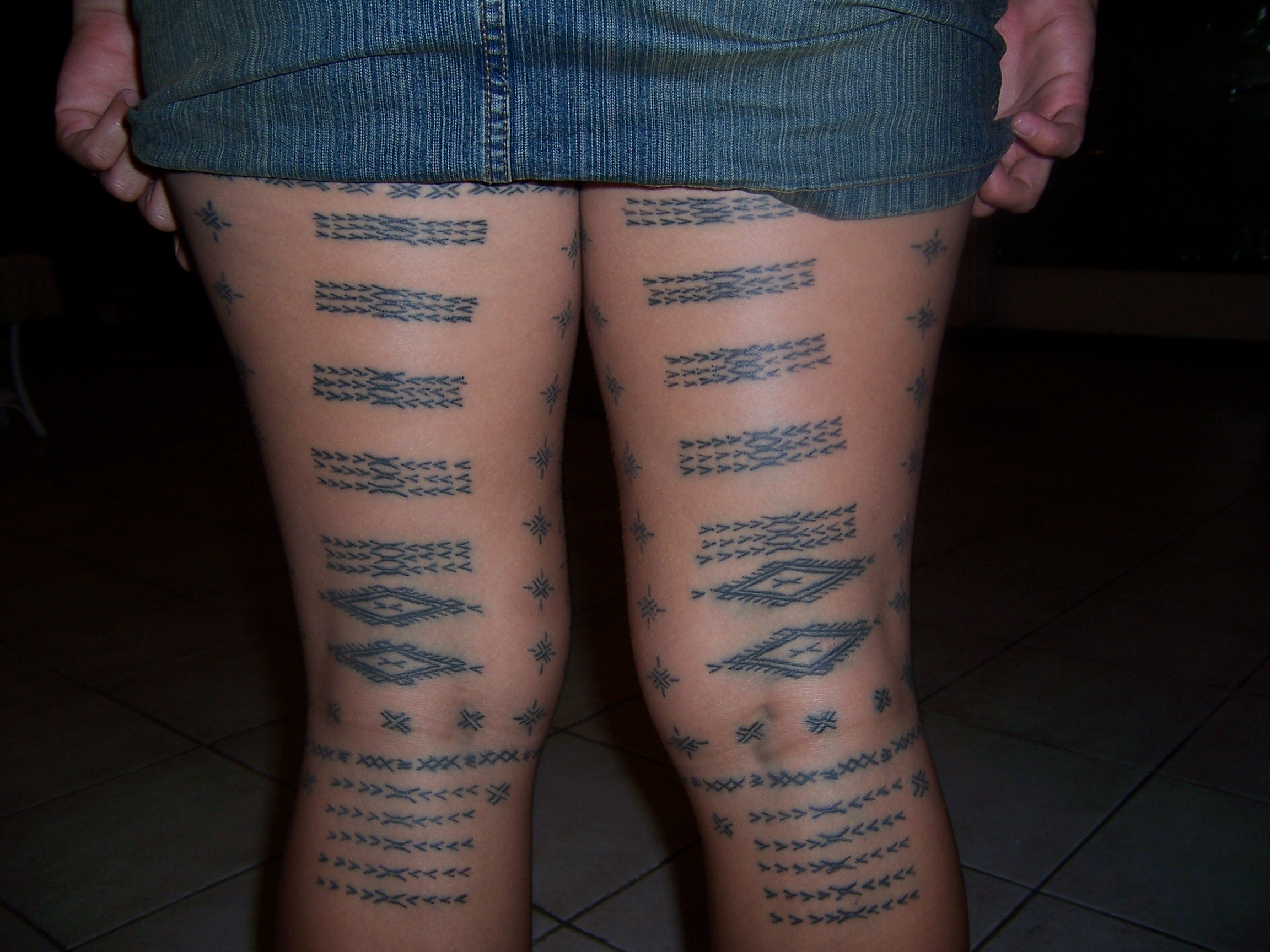
Donna samoana con tatuaggio malu

Malu è il tradizionale tatuaggio femminile samoano che va dalla coscia, appena sotto i glutei, alla parte inferiore del ginocchio. Diversi autori, per estensione, lo riferiscono più genericamente al tatuaggio femminile, e riservano il termine tatau al tatuaggio maschile.
Il tatuaggio samoano è diverso a seconda del sesso e storicamente anche la diffusione non è stata la stessa fra donne e uomini. Il tatuaggio femminile non include generalmente la colorazione, i disegni sono meno estesi ed elaborati e la durata dell'esecuzione è ridotta rispetto a quello maschile, che fino ai primi decenni del XX secolo per essere terminato poteva richiedere diversi mesi.
Al contrario del tatuaggio maschile, un tempo praticato quasi senza eccezioni su tutti i giovani alla soglia dell'età adulta (generalmente intorno ai 16 anni), il malu era riservato principalmente alla taupou, la figlia del capo di più alto rango, destinata a svolgere particolari funzioni cerimoniali. Successivamente la pratica si è estesa anche alle donne senza titolo.

## Storia
Si ritiene che nelle isole polinesiane le pratiche del tatuaggio esistano da migliaia di anni. Nei secoli XVIII-XIX ne hanno dato testimonianza gli esploratori europei: Jacob Roggeveen, il navigatore olandese che nel 1722 fu il primo europeo ad avvistare Samoa, riferì di indigeni "dipinti" dal bacino alle ginocchia. In Nuova Zelanda i Maori si tatuavano il volto con motivi curvi e a spirale, nelle Isole Marchesi i corpi di molti uomini erano totalmente coperti di tatuaggi, dalle dita dei piedi alla fronte.

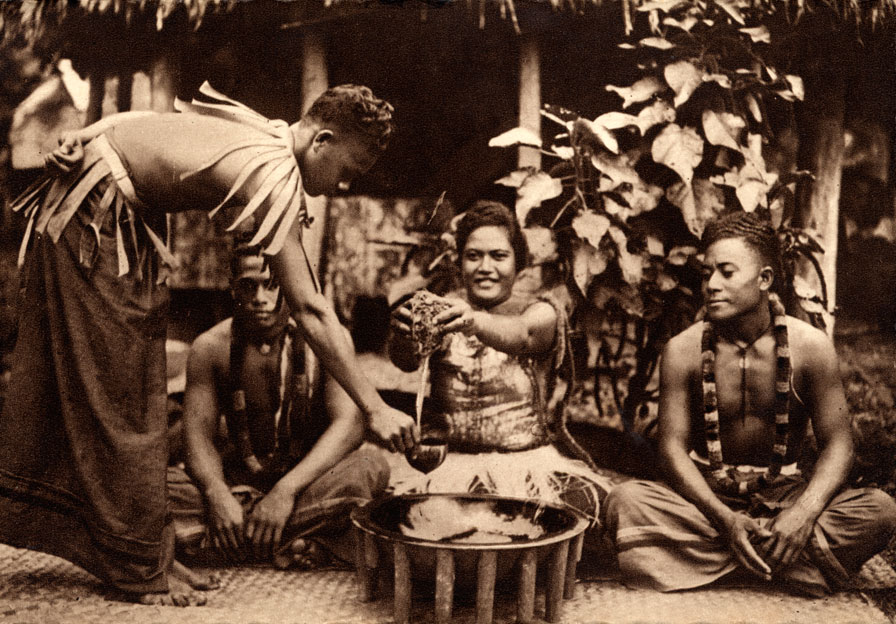
Samoa, cerimonia della kava, circa 1900-1930

I tatuaggi nelle isole del Pacifico cominciarono a scomparire con l'arrivo dei missionari che ne scoraggiarono l'uso, ma nelle Samoa la tradizione è rimasta ininterrotta negli anni, anche se non seguita da tutti a causa dell'opposizione della Chiesa. Il principale obbiettivo dei missionari, più del tatuaggio in sé, comunque osteggiato, era rappresentato dai raduni collettivi che lo accompagnavano, e dalle relative feste, balli notturni e banchetti, ritenuti occasione di comportamenti licenziosi e osceni; per il grande valore assunto all'interno della comunità da questo rito di passaggio, tuttavia, solo una bassa percentuale di persone intese rinunciarvi. Nella seconda metà dell'Ottocento diversi matai (capivillaggio) vietarono i tatuaggi per motivi religiosi (ad es. a Tutuila e Manua), ma spesso chi voleva farsi tatuare accettava di spostarsi a vivere in un altro villaggio, come Savai'i, in cui non vigeva il divieto.
Finché un giovane non era tatuato, veniva relegato in uno stato di minorità; non poteva sposarsi ed era costantemente esposto a provocazioni e scherno, come se non avesse il diritto di parlare nella società degli uomini. Una forte riprovazione sociale colpiva coloro che, a causa del dolore provato, interrompevano il tatuaggio iniziato. La vergogna nei confronti dei "codardi" (pala'ai) si estendeva anche alle loro famiglie.
A fine Ottocento, durante il suo soggiorno alle Samoa, il tedesco Carl Marquardt, autore di uno dei primi studi sui tatuaggi samoani, rilevò che circa il 60-70% delle donne possedeva un tatuaggio (le parti femminili allora interessate erano coscia, ginocchia, mani, polsi, avambracci, basso addome), attribuendo il motivo per cui le rimanenti donne non erano tatuate alla mancanza di mezzi, all'influenza dei missionari, al timore del dolore dell'operazione. Samoa fu uno dei pochi posti nel Pacifico in cui la pratica dei tatuaggi (ta tatau: ta significa "colpire" e tatau, si riferisce alle righe e motivi tatuati sul corpo), pur registrando un lieve declino, continuò anche durante le amministrazioni coloniali, in alcuni casi come forma di resistenza, affermazione identitaria contro la lingua, la cultura e le gerarchie politiche straniere.
Un aumento nella diffusione della popolarità del tatuaggio nella società samoana si registra intorno al periodo dell'indipendenza di Samoa, avvenuta nel 1962, e negli anni Novanta del Novecento, quando si assiste ad una rinascita dei tatuaggi in tutti i ceti sociali, indipendentemente dal sesso: anticamente riservato alla taupou, la figlia del capo di più alto rango, e successivamente esteso alle donne senza titolo, il malu, come tutti i tatuaggi di cui i media, la televisione, i film e la letteratura hanno contribuito ad accrescere la popolarità e la diffusione, raggiunse un'ampia e inaspettata platea, spesso anche al di fuori del contesto sociale samoano, sollevando un vivace dibattito.

## Mito delle origini
Si narra che l'arte del tatuaggio sia stata introdotta da due gemelle siamesi, Taema e Tilafainga che dopo aver imparato da due tatuatori maschi, Tufou e Filelei, l'arte del tatuaggio nelle Fiji, si sarebbero dirette a nuoto a Samoa portando in un canestro gli strumenti del mestiere. Durante la traversata le gemelle cantavano una canzone che i tatuatori avevano loro insegnato come ricordo, con la promessa che l'avrebbero cantata durante la realizzazione dei tatuaggi. Una strofa della canzone diceva che solo le donne potevano ottenere tatuaggi: "Tataufafine, ae le tatau tane" (Tatuate le donne, ma non tatuate gli uomini). A Falealupo, all'estremità occidentale di Savai'i, le gemelle si tuffarono sotto la superficie dell'oceano, attratte dalla vista di una conchiglia gigante (faisua) e, riemerse in superficie, la canzone che ripresero a cantare non era più la stessa di prima, una strofa era cambiata. Il messaggio che portarono a Samoa fu che i tatuaggi potevano essere portati solo dagli uomini: "Faimai e tata o tane, ae le tata o fafine" (Metti un tatuaggio sugli uomini, ma non mettere un tatuaggio sulle donne).
Tra alcuni tatuatori e matai (capivillaggio) samoani contemporanei circola anche la credenza che il sito di origine dell'arte del tatuaggio, anziché le isole Fiji, sia Fiti-uta nelle isole Samoa orientali di Manu'a; altri, basandosi sulle somiglianze con i segni e i motivi, indicano la Mesopotamia e il Vicino Oriente: non esiste quindi una versione unica e condivisa sull'origine del tatuaggio samoano.

## Tatuaggi femminili

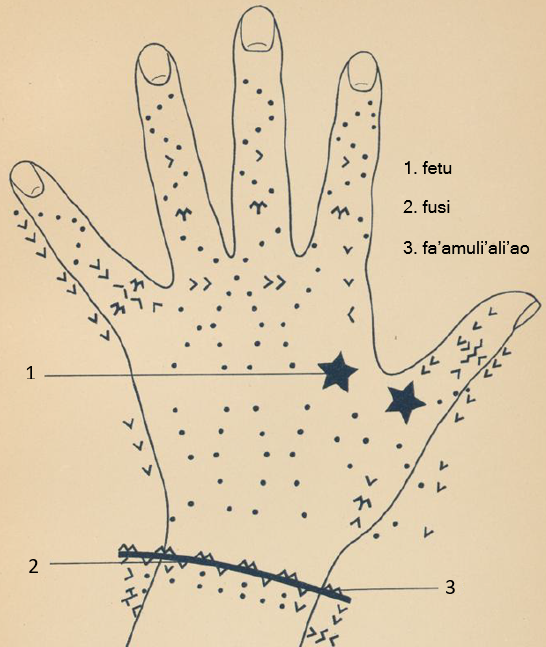
Tatuaggio femminile sulla mano. Disegno di Carl Marquardt, 1899

I primi studi sul tatuaggio samoano che contengono in tutto o in parte riferimenti al tatuaggio femminile sono stati prodotti tra fine Ottocento- inizi Novecento ad opera di etnologi e studiosi tedeschi: nel 1897 Felix von Luschan ha pubblicato Beitrag zur Kenntnis der Tättowirung in Samoa (1897, trad.: Contributo alla conoscenza del tatuaggio a Samoa), seguito due anni dopo da un opuscolo di circa ottanta pagine, dedicato ai tatuaggi maschili e femminili, di Carl Marquardt, Die Tätowirung beider Geschlechter in Samoa (1899, trad.: Il tatuaggio di entrambi i sessi a Samoa) e dall'opera in due volumi di Augustin Krämer, Die Samoa-Inseln (1902), che riserva una decina di pagina ai tatuaggi.
Le donne samoane non sono mai state tatuate alla maniera degli uomini: i tatuaggi femminili non sono né elaborati né evidenti come i tatuaggi maschili. Il tatuaggio femminile è costituito da linee sottili, il tatuaggio maschile presenta ampie aree completamente riempite con colorante nero. Diversa è la zona e l'estensione dell'area in cui vengono realizzati: dalla vita a sotto le ginocchia per gli uomini, dalle cosce al ginocchio, la mano destra e i polsi per le donne.
Il tatuaggio femminile della mano, piuttosto diffuso, era chiamato lima; quello al polso, che assume le sembianze di una sorta di braccialetto, era chiamato tapulima. Entrambi questi tatuaggi erano molto diffusi nel secolo XIX, sia su giovani donne, che su donne molto anziane; interrogate all'epoca da un osservatore esterno, avrebbero affermato che essi erano conosciuti e realizzati comunemente a Samoa da tempo immemorabile. Il tatuaggio sulla mano era così popolare che i capi a volte escludevano dalla cerimonia di preparazione della kava le ragazze che non lo possedevano.
Krämer riferisce di tatuaggi portati dalle ragazze, oltre che sulle ginocchia e sulle mani, anche sulla parte interna delle braccia, usati come ornamento, vezzo da esibire agli spettatori durante la danza. Sia Krämer che Marquardt riportano inoltre l'usanza di entrambi i sessi, nella seconda metà dell'Ottocento, di tatuare il proprio nome sull'avambraccio, in caratteri latini maiuscoli.
La parte posteriore e laterale dell'addome femminile sono sempre lasciate libere; sull'addome, tra l'ombelico e il tumulo pubico, alcune volte si può trovare il tatuaggio chiamato punialo (pube), ma generalmente il tatuaggio samoano femminile non si estende sopra le cosce.
Un altro uso, allo scopo di decorare il corpo, rilevato dai missionari nella prima metà dell'Ottocento a Samoa, ma poi scomparso, era quello di creare cicatrici sulla parte posteriore superiore delle braccia e sul petto, bruciando la carne con legni appuntiti resi incandescenti per mezzo di ciotole riscaldate o cilindri di combustione primitivi fatti di tapa arrotolata.
Un tempo le donne si tatuavano fra i 14 e i 16 anni; tra fine Ottocento-inizi del Novecento, l'età sembra essersi spostata più avanti, fra i 18 e i 25 anni. Il tatuaggio su tutta la coscia di solito durava 5-6 giorni, con inizio sulle cosce posteriori. Il tatuaggio sulle donne di rango superiore veniva eseguito con una cura molto particolare, anche se non sembra venisse loro riservato un modello speciale.

### Disegni nei tatuaggi femminili
Il tatuaggio samoano è rettilineo. La superficie da tatuare viene suddivisa in diverse sezioni o zone (vāega) da riempire con un certo numero di linee (il nome generale per le linee è aso) e di motivi principali o secondari. Ogni sezione è separata dalla precedente da una doppia linea e da un disegno che segna il confine (aso fa'atala). Viene seguito un principio di simmetria (il riferimento è l'asse verticale del corpo) e un ordine di esecuzione ben preciso: alcune zone vengono prima di altre, si va dall'alto in basso, da dietro a davanti. I maestri tatuatori spesso paragonano la creazione di un tatuaggio alla costruzione di una casa. Secondo Marquardt, il numero di disegni (mamanu) del tatuaggio femminile non è elevato come quello maschile, ma il modo in cui si compongono i modelli è estremamente vario e il risultato complessivo rivela spesso un grande gusto estetico. Gran parte dei motivi di seguito elencati sono usati esclusivamente per i tatuaggi femminili, altri per entrambi i sessi (tra i motivi comuni con gli uomini, il millepiedi, il bruco, la sterna e il ginocchio piegato):
- 'alu'alu: medusa
- anufe: bruco

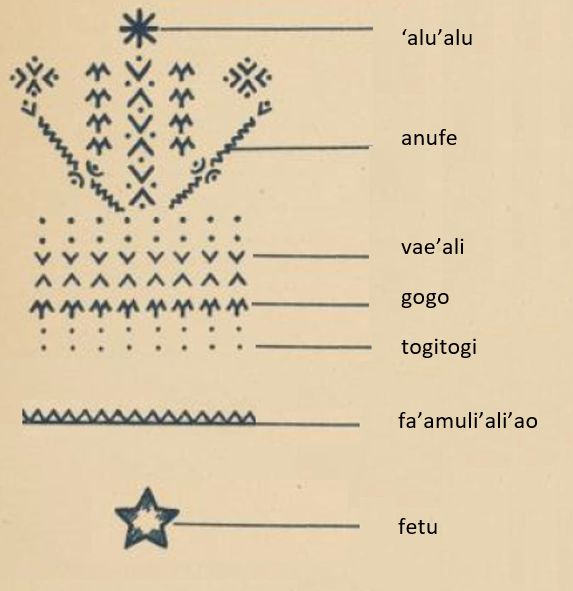
Disegni dei tatuaggi femminili

- aveau: nome di varie specie di stelle marine
- fa'a'upega: è il nome del disegno a rete sul tatuaggio punialo. 'Upega è il nome della rete samoana per la cattura di pesci e uccelli
- fa'amuli'ali'ao: questo motivo a triangoli ripetuti, prende il nome dall'estremità appuntita - muli - di un mollusco, ali'ao. Questo modello si trova solitamente tre volte su ciascuna gamba, ma può anche comparire fino a 6 volte
- fa'aatualoa: millepiedi, quello delle Samoa arriva fino a 20 cm ed è temuto per il suo morso
- fetü: stella; in genere viene applicato sul retro delle gambe e sulle mani
- fusi: nome della fascia intorno al polso
- gogo: sterna, è uno dei disegni più popolari, ampiamente utilizzato sia nei tatuaggi femminili che maschili
- togitogi: linee puntiformi
- toluse: croce. È probabile che il disegno si riferisca a una specie di medusa che vive nei mari meridionali. I nativi scrivono per lo più toluse, ma viene usata anche l'ortografia tuluse.
- vae'ali: vae è il piede, 'ali il poggiatesta in canna di bambù usato dai samoani in posizione sdraiata; il disegno è anche letto come un ginocchio piegato; la scuola più giovane di tatuatori preferisce usare il nome della lettera V (fa'avi, come una Vi)

Il vocabolario usato è ibrido, e spesso dal significato incerto; possono essere nominate parti del corpo, animali, oggetti, forme geometriche.

### Strumenti

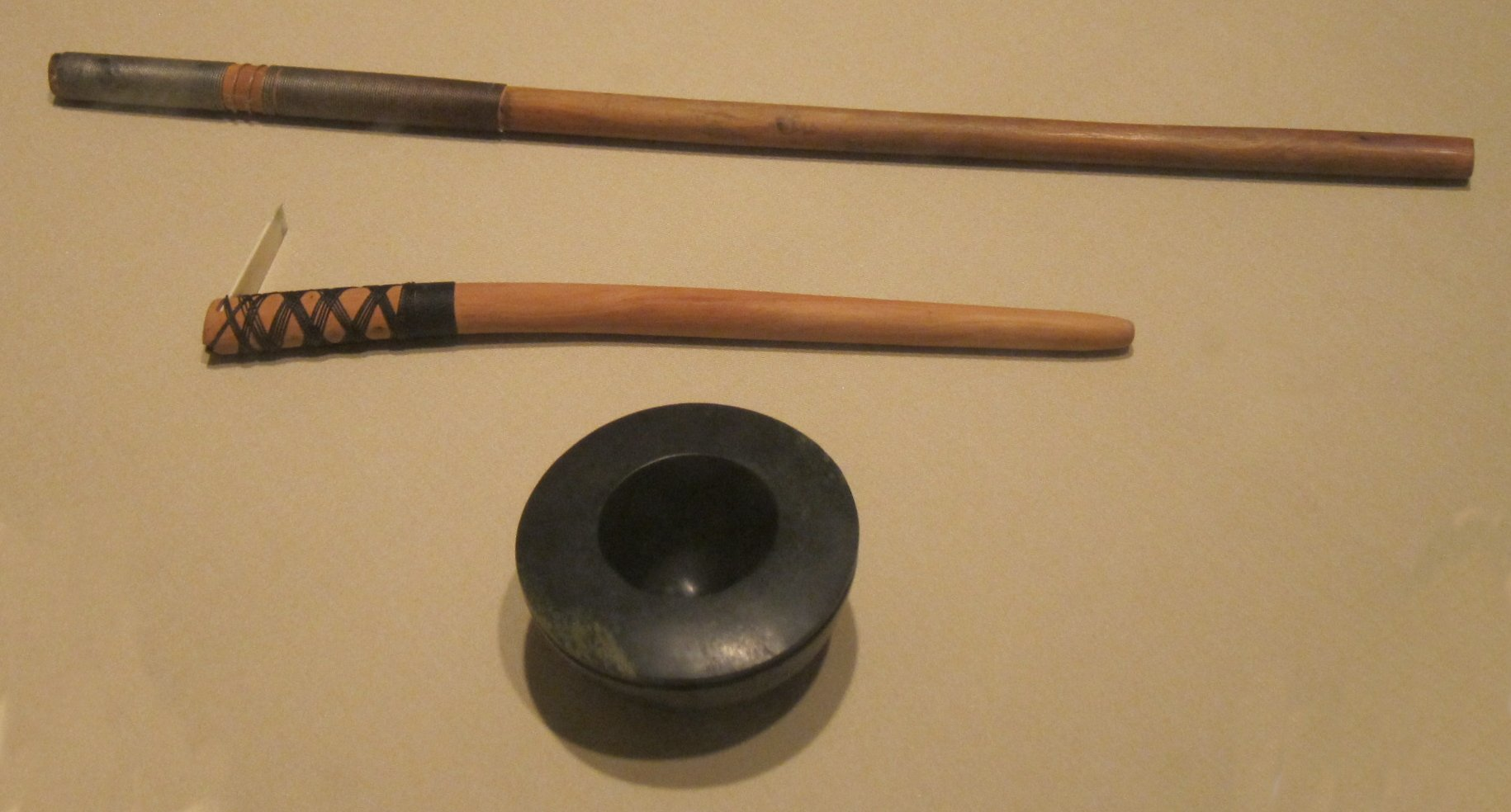
Strumenti delle isole del Pacifico per i tatuaggi tradizionali

Gli strumenti tradizionali, realizzati a mano dai tatuatori (tufuga tā tatau), comprendono un set di pettini (au) per tatuaggi, un'asta di legno corta o mazzuolo (sausau), un pestello (tu'i) utilizzato per macinare il pigmento per il tatuaggio, posto all'interno di un mortaio (ipu tu'i lama), in genere una tazza ricavata dal guscio di una noce di cocco.
I pettini sono costituiti da tre componenti: un osso seghettato ricavato da zanne di cinghiale che perfora la pelle e che varia in larghezza a seconda delle linee/punti/aree da realizzare; un guscio di tartaruga (ora sostituito con un pezzo di metallo) su cui il pettine viene fissato, unito ad esso tramite fili di fibra di cocco o di nylon; una maniglia di legno a cui vengono attaccati trasversalmente pettine e guscio. Ogni tatuatore (tufuga tā tatau) possiede da tre a cinque autā (pettini con manico) di varia larghezza: i pettini stretti sono usati per dettagli fini, i pettini larghi, fino a 60 denti, sono usati per le grandi aree scure del tatuaggio.
- an fa'atala o au mono è lo strumento più stretto, serve a creare punti (o tala), il numero di denti varia da 4 a 6;
- au songi aso laitiiti era usato per fare linee rette sottili; 10 il numero di denti;
- au songi aso tetele serve a fare linee più larghe e spesse, il numero di denti varia da 14 a 20;
- au tapulu, viene utilizzato per riempire il campo nelle parti scure del tatuaggio;

Secondo Galliot, per il tatuaggio femminile vengono utilizzati solo due strumenti: il più stretto, au fa'atala e uno dei medi, au songi per fare le linee. L'au tapulu che permette di ottenere ampie aree nere non viene usato. La donna che deve essere tatuata giace prima sul viso per esporre la parte posteriore della gamba, e poi sulla schiena per esporre la superficie esterna della coscia.

## Descrizione delmalu

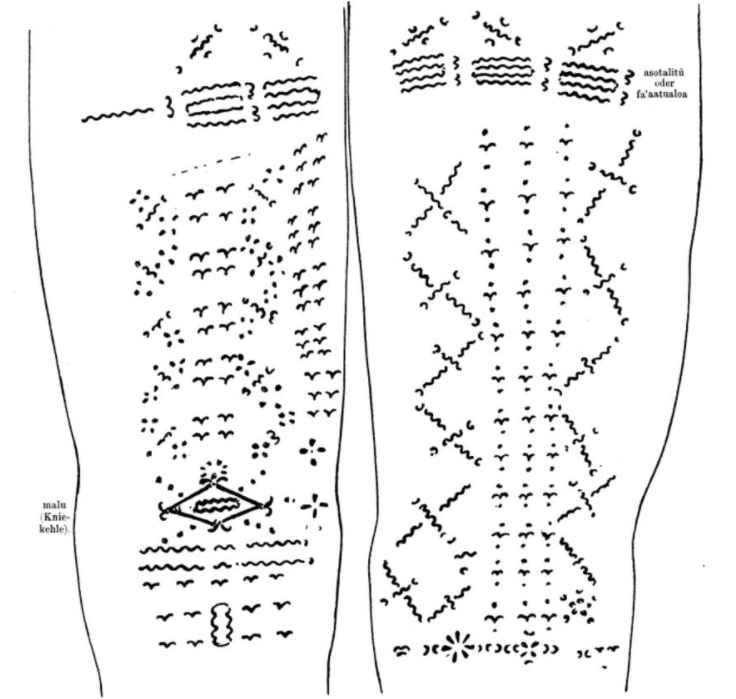
Malu. Disegni di Augustin Krämer, 1902

Il malu, uno dei tatuaggi più comuni, copre le cavità delle ginocchia e le loro immediate vicinanze verso l'alto e verso il basso. Prende il nome dall'omonimo motivo che viene comunemente realizzato dietro il ginocchio, nello spazio popliteo: malu significa "riparato, protetto". Il motivo principale del malu, meno elaborato del tatau maschile, conosciuto come pe'a, ha forma di losanga o di diamante; è tatuato nella linea verticale centrale dello spazio popliteo, con il diametro lungo che giace orizzontalmente. I disegni possono variare, spesso è presente il tratteggio incrociato, il fa'a'upega (disegno a rete). La sterna, il ginocchio piegato e altri motivi sul lato esterno non appartengono strettamente al motivo malu, ma questo funge da centro da cui si irradiano linee di altri motivi di dimensioni inferiori.
Il malu consiste in un assemblaggio di motivi ornamentali, spesso riprodotti in sequenza. I modelli preesistenti vengono spesso modificati per addizione. Nel passato prevaleva la disposizione orizzontale, attorno alla circonferenza della coscia, in modo da formare una linea sovrapposta alla precedente; successivamente si è maggiormente diffusa la traslazione verticale o obliqua, in cui gli stessi schemi decorativi vengono riproposti in ogni lato della coscia (anteriore, posteriore, esterna e interna).
Lo strumento utilizzato per realizzare i motivi ornamentali, che possono riferirsi a oggetti, animali, piante, ma che in parte sono anche privi di un significato definito, è il pettine più stretto, au mono; uno dei medi, au songi, serve per fare il contorno della sezione e le linee. Per la loro caratteristica gli strumenti consentono principalmente forme geometriche e angolari. Le diverse sezioni del tatuaggio non hanno intenzioni figurative. Nel complesso, secondo Galliot, l'assemblaggio dei motivi ornamentali concorre a creare un effetto di "disturbo cognitivo".
Il tatuaggio maschile, pe'a (nome con cui viene chiamato un pipistrello della frutta, o volpe volante, l'unico mammifero originario delle isole Samoane) e quello femminile malu (nascosto, riparato), si riferiscono a motivi particolari: il primo, posto sul basso, al centro della schiena, ha la forma di un triangolo isoscele, il secondo, nella fossa poplitea delle ginocchia delle donne, quello di un diamante. Resta tuttavia difficile ricondurli all'animale/concetto che designano: si presentano come forme astratte, a sé stanti, riconoscibili attraverso la tradizione del tatuaggio, e per questo motivo possono essere ritenuti dei "topoi pittorici", dei "prototipi" replicabili. È il maestro tatuatore il vero artefice e trasmettitore del valore, anche simbolico, del tatuaggio: a differenza dei tatuatori occidentali che si basano su un mezzo visivo (un disegno preliminare o una foto), il tufuga tā tatau applica un'immagine mentale, ed è custode della conoscenza relativa alle procedure rituali che circondano tutta l'operazione del tatuaggio: ad esempio, la cerimonia finale, quando al tatuato viene rotto un uovo sulla sommità della testa (lulu'uga), per liberarlo simbolicamente dai divieti rituali (tapu) imposti all'inizio del processo come protezione contro le malattie e gli spiriti maligni, e infine unto il corpo (sama) con una miscela di olio di cocco profumato e di polvere di curcuma.

## Interpretazioni antropologiche
(Albert Wendt, Tatauing the Post-Colonial Body, 1996)

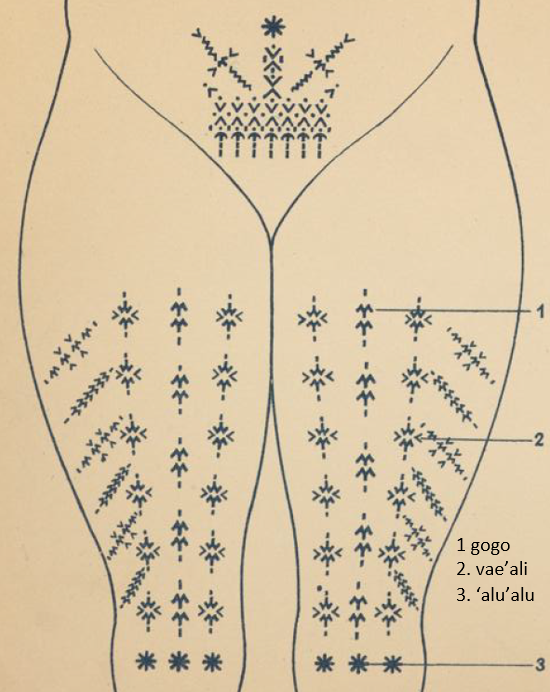
Malu (coscia e ginocchia) e punialo (tra l'ombelico e la zona pubica). Disegno di Carl Marquardt, 1899

I primi studi sul tatuaggio samoano - Luschan (1897), Marquardt (1899), Krämer (1902) - sono principalmente dedicati alla descrizione delle tecniche e alla raccolta di illustrazioni che ne dettagliano i motivi principali. Per Marquardt la funzione del tatuaggio rimane prettamente decorativa, priva di particolari significati religiosi o sociali, anche se vengono rilevate la particolare fase di della vita in cui il tatuaggio viene effettuato (l'inizio della sessualità adulta), la differenza dei tatuaggi riservati ai capi (mälofie è lo specifico termine per il tatuaggio di un capo) rispetto a quelli realizzati per le persone comuni, la ritualità che accompagna il processo del tatuaggio. Un altro elemento interessante riportato da Marquardt è il canto del tatuatore mentre sta tatuando un capo, svolto al fine di calmarlo o di coprirne i lamenti.
L'antropologo statunitense Bradd Shore ha sostenuto che nel testo di questo canto il dolore che prova chi viene tatuato è posto in relazione a quello di una donna che sta partorendo, il cui compito è tupu (far crescere, fecondare), e ha ricordato come un motivo presente sia nei tatuaggi maschili che in quelli femminili, dalla forma di una fascia chiamata fusi (trad. cintura o legatura), in alcuni casi preceduti dall'arrivo del novizio al luogo in cui si compie il tatuaggio, legato in strati di 5-10 sottili stuoie, possa essere collegato al concetto, presente in altri riti polinesiani, specie hawaiani, di rendere sacre persone e oggetti attraverso il rito della legatura, che assolverebbe la funzione di reindirizzare la potenza generativa (ad esempio l'ordinamento e la canalizzazione del mana nelle ragazze sacre) attraverso "l'imposizione rituale di un ordine formale": il termine tatau (tatuaggio) significherebbe infatti anche "mettere in ordine".
Il riferimento al parto contenuto nel testo del canto del mito di origine, è ripreso negli anni Sessanta dal Novecento dal sociolinguista Georg Miller in un articolo nel quale sostiene che la funzione del tatuaggio sarebbe quella di ristabilire l'equilibrio tra i sessi, uomini e donne, cultura e natura, dolore e piacere, indicando nel tatuaggio l'equivalente maschile del parto. Alle critiche rivoltegli dall'antropologo Paul Shankman, che ne avrebbe contestato le premesse e l'approccio strutturalista, sostenendo che Miller ometteva l'esistenza dei tatuaggi femminili a Samoa ed usava tre serie di opposizioni binarie (maschio/ femmina, cultura/natura, dolore/piacere), per giungere a un'ipotesi basata esclusivamente sui principi di simmetria e opposizione, Milner avrebbe replicato affermando di non considerare quelli femminili dei tatuaggi nel senso samoano del termine, tatau. I tatuaggi femminili, secondo Milner, erano designati con un termine distinto, malu, e risultavano incomparabili a quelli maschili in quanto a estensione, complessità, durata dell'esecuzione, dolore generato.
Nel suo libro del 1993, Wrapping in images: tattooing in Polynesia, l'antropologo britannico Alfred Gell ha aggiunto ulteriori elementi interpretativi, sostenendo che l'equivalente rituale del tatuaggio per le donne samoane non è il parto, ma la deflorazione, un rito pubblico (fa'amasei'au) a cui nelle Samoa precristiane venivano sottoposte le spose vergini, le taupou, figlie designate, di solito la maggiore, di un capo importante. L'organo genitale femminile, senza apertura, "perfettamente sigillato", rappresenterebbe uno stato di protezione permanente della verginità, che continua anche dopo la sua perdita effettiva, un' "armatura caratteriale" per la donna.